# Morti nel 1730
| Questa pagina contiene informazioni ricavate automaticamente dalle voci biografiche con l'ausilio del template Bio e di un bot. L'aggiornamento è periodico e automatico e ricostruisce completamente la pagina. Se manca una persona in questa lista, sei pregato di non aggiungerla, ma accertati piuttosto che la sua voce biografica contenga il template Bio e che i dati anagrafici siano correttamente compilati. Se il template Bio manca, inseriscilo tu stesso o, in alternativa, metti l'avviso {{tmp\|Bio}} che ne segnala la mancanza. Se i dati riportati sono sbagliati, correggi direttamente la voce biografica; le modifiche saranno visibili in questa lista entro pochi giorni. Per chiarimenti vedi il progetto biografie. La lista contiene solo le 109 persone che sono citate nell'enciclopedia e per le quali è stato implementato correttamente il template Bio. Pagina aggiornata al 10 apr 2025. |

## Gennaio(12)
- 1º gennaio - Daniel Finch, VII conte di Winchilsea, politico inglese (n. 1647)
- 2 gennaio - David Colyear, I conte di Portmore, nobile e generale scozzese (n. 1656)
- 4 gennaio - Jean-Baptiste-Henri de Valincourt, letterato francese (n. 1653)
- 5 gennaio - Alessandro Maffei, generale italiano (n. 1662)
- 5 gennaio - Béat Louis de la Tour-Châtillon de Zurlauben, militare svizzero
- 7 gennaio - Árni Magnússon, letterato islandese (n. 1663)
- 18 gennaio - Antonio Vallisneri, medico, scienziato e naturalista italiano (n. 1661)
- 21 gennaio - Marco Ricci, pittore italiano (n. 1676)
- 26 gennaio - Gianfrancesco Barbarigo, cardinale e vescovo cattolico italiano (n. 1658)
- 29 gennaio - George Naylor, avvocato e politico inglese (n. 1670)
- 30 gennaio - Pietro II di Russia, sovrano russo (n. 1715)
- 31 gennaio - Willem Hendrik Nieupoort, giurista e storico olandese (n. 1670)

## Febbraio(6)
- 12 febbraio - Luca Carlevarijs, pittore italiano (n. 1663)
- 14 febbraio - Marco Antonio Ansidei, cardinale e arcivescovo cattolico italiano (n. 1671)
- 19 febbraio - Agostino Pipia, cardinale e vescovo cattolico italiano (n. 1660)
- 21 febbraio - Papa Benedetto XIII, papa, vescovo cattolico e cardinale italiano (n. 1649)
- 28 febbraio - Benedetto Landriani, presbitero italiano (n. 1650)
- 28 febbraio - Michelangelo Tamburini, gesuita italiano (n. 1648)

## Marzo(9)
- 10 marzo - Teresa Cunegonda Sobieska di Polonia, principessa polacca (n. 1676)
- 12 marzo - Diego Morcillo Rubio de Auñón, arcivescovo cattolico spagnolo (n. 1642)
- 14 marzo - Giuseppe Maria Positano, arcivescovo cattolico italiano (n. 1668)
- 17 marzo - Antonín Reichenauer, compositore e organista ceco (n. 1694)
- 19 marzo - Pietro Mellarède de Bettonet, politico e diplomatico italiano (n. 1659)
- 20 marzo - Adrienne Lecouvreur, attrice teatrale francese (n. 1692)
- 21 marzo - Carlo Pignatelli, vescovo cattolico italiano (n. 1659)
- 22 marzo - Benedetto Pamphilj, cardinale e librettista italiano (n. 1653)
- 23 marzo - Carlo I d'Assia-Kassel, nobile tedesco (n. 1654)

## Aprile(9)
- 3 aprile - Henrietta FitzJames, nobile britannica (n. 1667)
- 4 aprile - Cristina Teresa di Löwenstein-Wertheim-Rochefort, contessa tedesca (n. 1665)
- 5 aprile - Antonio Domenico Wolkenstein, vescovo cattolico italiano (n. 1662)
- 8 aprile - Marie Morin, scrittrice, storica e monaca cristiana canadese (n. 1649)
- 10 aprile - Sébastien de Brossard, compositore, teorico musicale e musicologo francese (n. 1655)
- 10 aprile - Nicolas Chalon du Blé d'Uxelless, generale e diplomatico francese (n. 1652)
- 17 aprile - Emmanuel Théodose de La Tour d'Auvergne, duca di Bouillon, nobiluomo francese (n. 1668)
- 21 aprile - Jan Palfijn, anatomista e chirurgo fiammingo (n. 1650)
- 23 aprile - Bernardo Maria Conti, cardinale e vescovo cattolico italiano (n. 1664)

## Maggio(3)
- 2 maggio - Faustino Giuseppe Griffoni, vescovo cattolico italiano (n. 1669)
- 27 maggio - Leonardo Vinci, compositore italiano
- 30 maggio - Arabella Churchill, inglese (n. 1648)

## Giugno(2)
- 10 giugno - Gaetano Argento, giurista e magistrato italiano (n. 1661)
- 20 giugno - Gabriel de Grupello, scultore fiammingo (n. 1644)

## Luglio(4)
- 7 luglio - Olivier Levasseur, pirata francese (n. 1689)
- 18 luglio - Andrea Corner, politico e diplomatico italiano (n. 1686)
- 18 luglio - François de Neufville de Villeroy, generale francese (n. 1644)
- 19 luglio - Jean-Baptiste Loeillet, compositore e musicista belga (n. 1680)

## Agosto(4)
- 2 agosto - Michel Poncet de La Rivière, vescovo cattolico, predicatore e oratore francese (n. 1671)
- 2 agosto - Mattias Steuchius, arcivescovo luterano svedese (n. 1644)
- 12 agosto - Benedetta Enrichetta del Palatinato, duchessa francese (n. 1652)
- 31 agosto - Gottfried Finger, compositore ceco (n. 1655)

## Settembre(4)
- 6 settembre - Innico Caracciolo, cardinale e vescovo cattolico italiano (n. 1642)
- 9 settembre - Charles FitzRoy, II duca di Cleveland, nobile inglese (n. 1662)
- 14 settembre - Sophia Elisabet Brenner, poetessa e letterata svedese (n. 1659)
- 30 settembre - Michel-Ange Houasse, pittore francese (n. 1680)

## Ottobre(13)
- 1º ottobre - Giambattista Canneti, oratore, poeta e religioso italiano (n. 1659)
- 5 ottobre - Paolo Alboni, pittore italiano (n. 1665)
- 5 ottobre - Domenico Tanzella, presbitero italiano (n. 1650)
- 6 ottobre - Filippo Vasconi, architetto e incisore italiano (n. 1688)
- 8 ottobre - Carlo Ferdinando Lodron, presbitero italiano (n. 1663)
- 12 ottobre - Federico IV di Danimarca, re (n. 1671)
- 15 ottobre - Antoine Laumet de La Mothe, Signore di Cadillac, esploratore, militare e avventuriero francese (n. 1658)
- 15 ottobre - Jean-Baptiste Senaillé, violinista francese (n. 1687)
- 16 ottobre - Nevşehirli Damat İbrahim Pascià, nobile e politico ottomano (n. 1666)
- 20 ottobre - Carlo Collicola, cardinale italiano (n. 1682)
- 22 ottobre - Antonio Marchetti, medico e chirurgo italiano (n. 1640)
- 25 ottobre - Johann Michael Rottmayr, pittore austriaco (n. 1656)
- 31 ottobre - Antonio Cifrondi, pittore italiano (n. 1656)

## Novembre(8)
- 1º novembre - Luigi Ferdinando Marsili, scienziato, militare e geologo italiano (n. 1658)
- 6 novembre - Hans Hermann von Katte, militare prussiano (n. 1704)
- 7 novembre - Giorgio Cattaneo, vescovo cattolico italiano (n. 1663)
- 10 novembre - Gregorio Lazzarini, pittore italiano (n. 1655)
- 12 novembre - Federica Elisabetta di Sassonia-Eisenach, principessa (n. 1669)
- 12 novembre - Juan de Cabrera, religioso, scrittore e teologo spagnolo (n. 1658)
- 21 novembre - François de Troy, pittore francese (n. 1645)
- 25 novembre - Patrona Halil, albanese

## Dicembre(5)
- 5 dicembre - Alida Withoos, pittrice e illustratrice olandese
- 20 dicembre - Giacinto Dragonetti, vescovo cattolico italiano
- 21 dicembre - Michail Michajlovič Golicyn, ufficiale russo (n. 1675)
- 27 dicembre - Agostino Cusani, cardinale e arcivescovo cattolico italiano (n. 1655)
- 29 dicembre - Juan de Ugarte, religioso e missionario honduregno (n. 1662)

## Senza giorno specificato(30)
- Giovanni Henrico Albicastro, compositore tedesco (n. 1660)
- Dominique Anel, medico francese (n. 1679)
- Varvara Michajlovna Arsen'eva, nobildonna russa (n. 1676)
- Pietro Andrea Barberi Pucciardi, pittore italiano (n. 1684)
- Giuseppe Baroni, pittore e incisore italiano
- Giovanni Battista Brughi, pittore italiano (n. 1660)
- Marcantonio Chiarini, pittore italiano (n. 1652)
- Angelo Maria Crivelli, pittore italiano (n. 1660)
- Alexander Cunningham, giurista e scacchista scozzese
- André Danican Philidor, compositore francese
- Robert de Visée, liutista, chitarrista e gambista francese (n. 1652)
- Laurence Echard, storico britannico (n. 1670)
- Pompeo Figari, letterato e presbitero italiano
- Leonardo de Figueroa, architetto spagnolo (n. 1650)
- Giuseppe Giosafatti, scultore italiano (n. 1643)
- Diana Gonzaga, nobile italiana (n. 1645)
- Antonio Guidetti, architetto italiano (n. 1675)
- Ashraf Hotak
- Andreas Jäger, filologo e religioso svedese (n. 1660)
- James Markwick, orologiaio inglese
- Niccolò Micone, pittore italiano (n. 1650)
- James Milner, nobile britannico
- Giovanni Battista Negrone, I conte di Monterubiaglio, nobile, alchimista e filosofo italiano (n. 1647)
- Anne Oldfield, attrice teatrale britannica (n. 1683)
- Andrea Palma, architetto e ingegnere italiano
- Giovanni Battista Parodi, pittore italiano (n. 1674)
- Raghunatha Raya Tondaiman, sovrano (n. 1641)
- Setthathirat II, sovrano laotiano (n. 1685)
- Giovanni Antonio Tani, stuccatore e architetto italiano (n. 1660)
- Francisco José de Castro, compositore, organista e clavicembalista spagnolo (n. 1677)